# Têtes à claques
《Têtes à claques》是一个全部由魁北克人制作的法语无喱头幽默小短片，它曾在网路上点击率很高。它有技巧的把卡通和真人的面部表情融合在了一起并用视频表现出来。
tetesaclaque.tv上的小短片展示出的幽默和无喱头获得了同样多的孩子和成人的喜爱。自从它的出现在网路上，它的点击率得到了迅速的提升。只不到四个月，它就登上了加拿大法语人士点击率第一的宝座。